# Geysir
Geysir là một mạch nước phun ở tây nam Iceland. Đợt phun trào của mạch nước phun Geysir có thể phun nước sôi lên đến độ cao 70 mét trong không khí. Tuy nhiên, các vụ phun trào có thể không thường xuyên, và trong quá khứ đã dừng lại hoàn toàn trong nhiều năm tại một thời điểm.

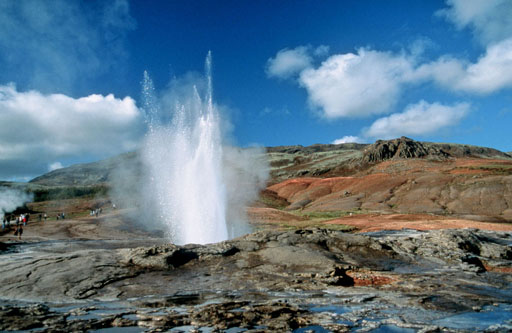
Phun trào của Geysir

Nghiên cứu quặng thiêu kết cho thấy Geysir đã hoạt động khoảng 10.000 năm. Các ghi chép lâu đời nhất về suối nước nóng tại Haukadalur có từ năm 1294, khi trận động đất trong khu vực gây ra dấu thay đổi đáng kể cảnh quan xung quanh và tạo nhiều suối nước nóng.